# バグダード県
バグダード県（バグダードけん、アラビア語：محافظة بغداد Muḥāfaẓat Baḡdād）は、イラクのチグリス川流域に位置する県で、首都と県都を兼ねた都市バグダードとその近郊を管轄している。面積はイラクの県で最も小さいが、人口およそ970万人を擁する。
イラク戦争終結後の現在も反米テロが続発している。
隣接する県は4つで、北にサラーフッディーン県、東にディヤーラー県、南にバービル県、西にアンバール県がある。